# أولاد الأصول (مسلسل)
أولاد الأصول مسلسل مصري، إنتاج 1995.

## قصة المسلسل
تتزوج سيدة فقيرة من رجل ثري، ويموت الزوج أثناء إجراءه جراحة وتكتشف إنها حملت منه، فيناصبها أشقاءه العداء ليستحوذوا على الميراث، فتتمنى أن تنجب ولد ولكنها تنجب بنت بالمصادفة في اليوم الذي تلد فيه أختها ولد فتتفق أن تأخذ ابنها عمر وتعطيها ابنتها فشقيقتها أيضا تخاف على ابنها من الثأر.